# 강림초등학교
강림초등학교는 대한민국 강원특별자치도 횡성군에 있는 공립 초등학교이다.

## 학교 연혁
- 1932년 12월 24일 설립인가
- 1933년 10월 2일 영월군 수주공립보통학교 개교 (수주면 강림리)
- 1938년 4월 1일 강림공립심상소학교로 개칭
- 1941년 4월 1일 강림공립국민학교 개칭
- 1950년 6월 1일 강림국민학교로 개칭
- 1965년 6월 5일 횡성군에 편입
- 1996년 3월 1일 강림초등학교로 개칭

## 참고 자료
- 강림초등학교 - 한국교육학술정보원 학교알리미